# Atlético Acreano
Az Atlético Acreano, labdarúgócsapatát 1952. április 27-én hozták létre Rio Branco városában. A brazil együttes Acre állam első osztályában szerepel.

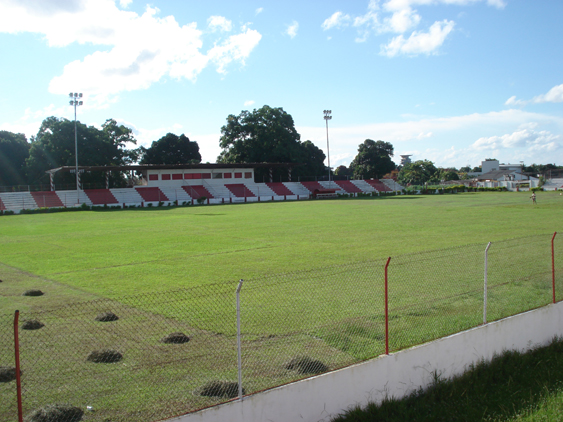
Estádio José de Melo

## Sikerlista

### Állami
- 8-szoros Acriano bajnok: 1952, 1953, 1962, 1968, 1987, 1991, 2016, 2017

## Játékoskeret
2014-ben
| # |     | Poszt | Név            |
| - | --- | ----- | -------------- |
|   | BRA | K     | André Pinheiro |
|   | BRA | K     | Franco         |
|   | BRA | K     | Douglas        |
|   | BRA | K     | Cledioneide    |
|   | BRA | K     | Hebert         |
|   | BRA | K     | Máximo         |
|   | BRA | V     | Ley            |
|   | BRA | V     | Marquinhos     |
|   | BRA | V     | Jonas          |
|   | BRA | V     | Wilson         |
|   | BRA | V     | Aslan          |
|   | BRA | V     | Afonso         |
|   | BRA | V     | Esquerdinha    |
|   | BRA | V     | Diego          |
|   | BRA | V     | Fábio          |
|   | BRA | V     | Allan          |
|   | BRA | V     | Ceildo         |
|   | BRA | V     | Matheus Vianna |
|   | BRA | KP    | Eduardo        |
|   | BRA | KP    | Josy           |
|   | BRA | KP    | Nenem          |
|   | BRA | KP    | Jakson         |

| # |     | Poszt | Név           |
| - | --- | ----- | ------------- |
|   | BRA | KP    | Morais        |
|   | BRA | KP    | Sandro        |
|   | BRA | KP    | Kellysson     |
|   | BRA | KP    | Eric          |
|   | BRA | KP    | Wanderson     |
|   | BRA | KP    | Railton       |
|   | BRA | KP    | Testinha      |
|   | BRA | KP    | Ismael        |
|   | BRA | CS    | Januário      |
|   | BRA | CS    | Juliano César |
|   | BRA | CS    | Gessé         |
|   | BRA | CS    | Luna          |
|   | BRA | CS    | Valtenir      |
|   | BRA | CS    | Lelão         |
|   | BRA | CS    | Wisley        |
|   | BRA | CS    | Evilasio      |
|   | BRA | CS    | Ailton        |
|   | BRA | CS    | Jeferson      |
|   | BRA | CS    | Tonho         |
|   | BRA | CS    | Geovani       |
|   | BRA | CS    | Sávio         |